# Pëtr Ivanovič Beketov
Pëtr Ivanovič Beketov, in russo Пётр Иванович Бекетов? (intorno al 1600 – tra il 1656 e il 1661), è stato un esploratore russo.
Ha esplorato la Siberia e ha fondato diverse città, tra cui: Jakutsk, Čita e Nerčinsk.

## Biografia
Iniziò il servizio militare nel 1624, nel corpo degli strelzi, dietro sua richiesta, nel 1627, venne inviato nel forte di Enisejsk in Siberia. Nel 1628 fu mandato a pacificare i tungusi di Nižneangarsk e portò a termine il suo mandato con successo. Fu il primo russo a entrare in Buriazia e a fondarvi il forte di Rybinskij sul corso inferiore del fiume Angara, dove organizzò la raccolta dei tributi dei popoli della regione. Nel 1631 raggiunse la Lena e negli anni successivi, con i suoi cosacchi fondò la fortezza di Jakutsk, che sarebbe diventata la base per successive spedizioni verso oriente. Inviò delle spedizioni lungo il fiume Aldan e il Viljuj. Fondò nel 1632 la fortezza di Žigansk e, nel 1635 (o 1636), quella di Olëkminsk.
Nel 1640 viaggiò fino a Mosca per portare le tasse raccolte e fu nominato voivoda del forte di Enisejsk. Nel 1648, si ritirò dalla carica.
Nel giugno 1652 Beketov marciò fino al lago Irgen' e il fiume Nerča per l'esplorazione di giacimenti d'argento e per la raccolta delle tasse dei Buriati del Transbaikal. Scese lungo il Selenga, fondò nel 1653 il forte di Irgen'; dopo aver attraversato i monti Jablonovyj scese lungo il fiume Ingoda percorrendo quello che sarebbe stato parte della "tratta siberiana" e fondando quella che sarebbe diventata Čita. Nell'anno seguente fondò la futura Nerčinsk. Sugli ultimi anni della sua vita (dovrebbe essere morto tra il 1656 e il 1661) ci sono fonti discordanti e contraddittorie.